# Krasnoborsk

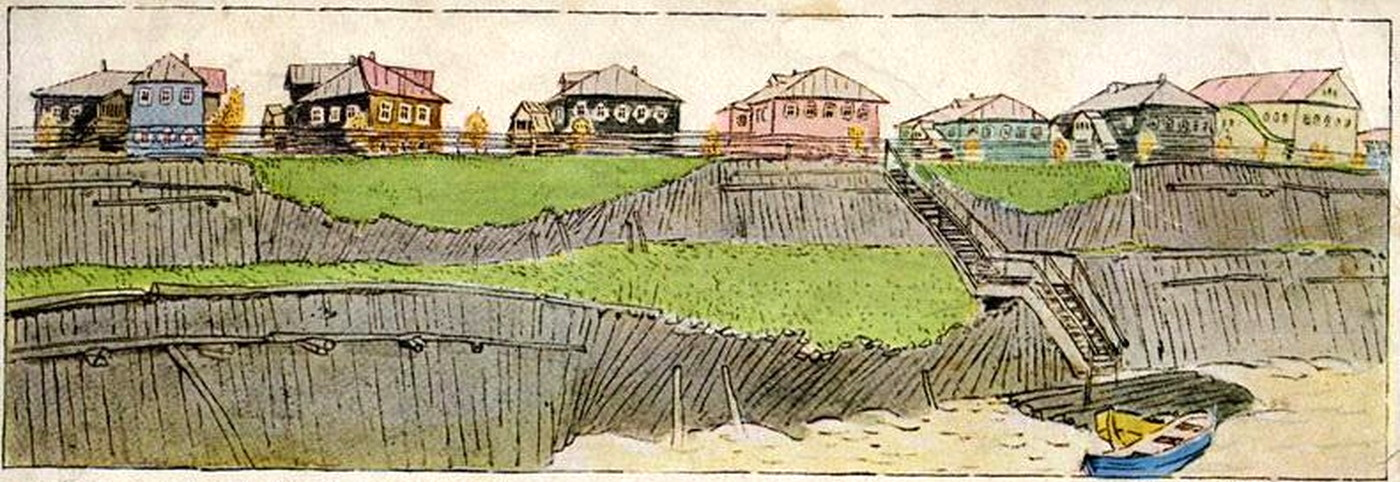
Krasnoborsk vor 1917 gezeichnet von Igor Grabar

Krasnoborsk (russisch Краснобо́рск) ist ein Dorf (selo) in Nordwestrussland. Es gehört zur Oblast Archangelsk und hat 4771 Einwohner (Stand 14. Oktober 2010). Es ist administratives Zentrum des gleichnamigen Rajons Krasnoborsk.

## Geographie
Krasnoborsk liegt etwa 428 km südöstlich der Oblasthauptstadt Archangelsk. Es befindet sich linksseitig der Nördlichen Dwina kurz unterhalb der Einmündung des Flusses Uftjuga (Уфтюга) in selbige. Etwa 50 Kilometer flussaufwärts befindet sich die Stadt Kotlas.

## Geschichte
Die ersten schriftlichen Aufzeichnungen über das Dorf stammen aus dem 17. Jahrhundert. Das Dorf trug zu dieser Zeit den Namen Krasny bor (Красный бор), was im Deutschen Roter Kiefernwald bedeutet. Mit der Verwaltungsreform von Katarina der Großen wurde Krasnoborsk im Jahr 1780 Verwaltungszentrum eines Ujesd (Красноборский уезд/Krasnoborski ujesd). Im Jahr 1796 wurde der Krasnoborski Ujesd aufgelöst und Krasnoborsk wurde Teil des Gouvernementes Wologda. Zuerst wurde es zu einer verwaltungsfreien Stadt (Заштатный город/Saschtatny gorod), verlor aber diesen Status später wieder. Gegen Ende der Zarenzeit gehörte es zum Ujesd Solwytschegodsk. Damals betrieb man in Krasnoborsk Fischfang und Fischhandel. Bekannt war der Ort auch für die Anfertigung von Gürteln aus Lammwolle.

### Einwohnerentwicklung
Die folgende Übersicht zeigt die Entwicklung der Einwohnerzahlen von Krasnoborsk.
| Jahr | Einwohner |
| ---- | --------- |
| 1897 | 671       |
| 1939 | 1879      |
| 1959 | 2894      |
| 1970 | 3575      |
| 1979 | 4792      |
| 1989 | 5110      |
| 2002 | 5030      |
| 2010 | 4771      |

Anmerkung: Volkszählungsdaten

## Verkehr
Krasnoborsk befindet sich direkt an der Autotrasse Kotlas–Archangelsk. Zwischen Kotlas und Krasnoborsk verkehren täglich Linienbusse. Über Kotlas gibt es außerdem eine tägliche Linienbusverbindung nach Archangelsk. Eine Zugverbindung nach Krasnoborsk besteht ebenfalls über die Stadt Kotlas.

## Sehenswürdigkeiten
Der Ort ist bekannt durch sein Kunsthandwerk, vor allem Holzschnitzwerke sowie Flechthandwerk. Krasnoborsk beherbergt ein Kunstmuseum (Красноборский историко-мемориальный и художественный музей имени С. И. Тупицына), benannt nach dem Gründer des Museums, dem Heimatforscher Sergei Iwanowitsch Tupizyn. Dort werden neben traditioneller Volkskunst unter anderem auch Ausstellungsstücke des regionalen Kunsthandwerkes gezeigt. Im Museum befindet sich außerdem ein Saal, der dem bekannten russischen Maler und Polarforscher Alexander Alexejewitsch Borissow gewidmet ist. Borissow wurde in der Gegend von Krasnoborsk geboren und lebte hier zu Beginn des 20. Jahrhunderts. Etwa 7 Kilometer vom Dorf entfernt befindet sich der Kurort Solonicha (Солониха).